# Bourscheid, Luxemburg (kommun)
Kommunen Bourscheid (franska: Commune de Bourscheid, luxemburgiska: Gemeng Buerschent, tyska: Gemeinde Burscheid) är en kommun i kantonen Diekirch i nordöstra Luxemburg. Kommunen har 1 683 invånare (2022), på en yta av 36,86 km². Den utgörs av huvudorten Bourscheid samt orterna Lipperscheid, Michelau, Schlindermanderscheid och Welscheid.